# Canton de Hauts de Bienne
Le canton de Hauts de Bienne, précédemment appelé canton de Morez, est une circonscription électorale française, située dans le département du Jura et la région Bourgogne-Franche-Comté.

## Histoire
Jusqu'au 1er janvier 2007, le canton de Morez comptait 10 communes. À cette date, la commune de Tancua a été supprimée et rattachée à celle de Morbier.
Par décret du 17 février 2014, le nombre de cantons du département est divisé par deux, avec mise en application aux élections départementales de mars 2015. Le canton de Morez est conservé et garde le même nombre de communes.
Le canton prend sa dénomination actuelle par décret du 24 février 2021.

## Représentation

### Conseillers généraux de 1833 à 2015
| Période | Période      | Identité                                              | Étiquette             | Qualité |
| ------- | ------------ | ----------------------------------------------------- | --------------------- | --- |
| 1833    | 1838 (décès) | Louis Ogier                                           |                       | Négociant, maire de Morez (1831-1838)                                                                       |
| 1838    | 1848         | Louis Etienne Alphonse Jobez (1813-1893)              | Républicain modéré    | Maître de forges et propriétaire à Syam Député (1848-1849)                                                  |
| 1848    | 1871         | Charles Auguste Jobez (1815-1875, frère du précédent) |                       | Propriétaire, maître de forges à Syam                                                                       |
| 1871    | 1886 (décès) | Jules Girod                                           | Républicain           | Négociant, maire de Morez (1870-1875 et 1884-1885)                                                          |
| 1886    | 1895         | Louis Gustave Macle                                   |                       | Représentant de commerce et limonadier à Morez                                                              |
| 1895    | 1901         | Henri Jobez                                           | Républicain           | Ingénieur des Mines et sylviculteur - Député (1897-1898), propriétaire à Morez, conseiller d'arrondissement |
| 1901    | 1907         | Victor Péclet (1862-1939)                             | Rad.                  | Lunettier Maire des Rousses (1896-1908)                                                                     |
| 1907    | 1913         | François Crinquand                                    | RG                    | Directeur de scierie Maire de Morez (1896-1908), conseiller d'arrondissement                                |
| 1913    | 1919         | Henri Lissac                                          | SFIO                  | Horloger, maire de Morez (1908-1931), conseiller d'arrondissement                                           |
| 1919    | 1931         | Lucien Prost                                          | Rad.                  | Négociant aux Rousses                                                                                       |
| 1931    | 1939 (décès) | Paul Moret-Jean (1867-1939)                           | Rad.ind. Antimarxiste | Négociant Maire des Rousses (1912-1939)                                                                     |
|         |              |                                                       |                       | |
| 1943    | 1945         | Léon Nicole                                           |                       | Adjoint au maire de Morez Nommé conseiller départemental en 1943                                            |
|         |              |                                                       |                       | |
| 1945    | 1949         | Louis Paget (1893-1975)                               | SFIO                  | Lunettier, directeur de coopérative Président du Conseil général (1945-1949) Maire de Morez (1930-1953)     |
| 1949    | 1961         | Maxime Grenier                                        | RGR puis DVD          | Fabricant de lunetterie, maire des Rousses                                                                  |
| 1961    | 1973         | Julien Prost (1905-1988)                              | Centriste puis CDP    | Industriel Maire de Prémanon                                                                                |
| 1973    | 1985         | Noël-Georges Grenier                                  | DVD puis UDF-PR       | Fabricant de lunetterie, conseiller municipal de Morez                                                      |
| 1985    | 1992         | Jean-Louis Crestin-Billet (1931-2017)                 | DVD                   | Chef d'entreprise Maire de Morez (1971-1983)                                                                |
| 1992    | 1998         | Roland Carminati                                      | RPR                   | Expert-comptable, maire de Morez (1983-1989)                                                                |
| 1998    | 2004         | Jean-Paul Salino                                      | RPR                   | Chef d'entreprise dans la lunetterie Maire de Morez depuis 1995                                             |
| 2004    | 2015         | François Godin                                        | UDI (PR)              | Chef d'entreprise Maire de Bois-d'Amont (2001-2018)                                                         |

### Conseillers d'arrondissement (de 1833 à 1940)
Le canton de Morez avait deux conseillers d'arrondissement.
| Période                                  | Période | Identité                         | Étiquette           | Qualité |
| ---------------------------------------- | ------- | -------------------------------- | ------------------- | --- |
| 1833                                     | 1845    | M. Bailly                        |                     | Négociant à Morez                                                                                           |
| 1833                                     | 1839    | M. Clément                       |                     | Négociant à Morez                                                                                           |
| 1839                                     | 1842    | Auguste Malfroy                  |                     | Négociant à Morez                                                                                           |
| 1842                                     | 1845    | Aimé Chavin-Bonnefoy (1810-1860) |                     | Fabricant d'horloges à Morez                                                                                |
|                                          |         |                                  |                     | |
| 1875                                     |         | Victor Alexis Gabet              |                     | Notaire à Morez                                                                                             |
|                                          |         |                                  |                     | |
|                                          | 1892    | M. Crestin                       |                     | |
|                                          | 1892    | Ulysse Michaud                   |                     | Négociant, maire de Prémanon                                                                                |
| 1892                                     | 1904    | Félix Péclet                     | Républicain         | Lunettier, maire des Rousses                                                                                |
| 1892                                     | 1895    | Henri Jobez                      | Républicain         | Ingénieur des Mines, sylviculteur, Morez                                                                    |
| 1895                                     | 1904    | Édouard Grenier                  | Républicain Libéral | Propriétaire et négociant à Prémanon                                                                        |
| 1898                                     | 1907    | François Crinquand               | RG                  | Directeur de scierie mécanique, maire de Morez (1896-1908)                                                  |
| 1904                                     | 1910    | Édouard Buffard                  | Radical             | Vice-Président de la mutuelle bétails des Rousses                                                           |
| 1904                                     | 1910    | Hilaire Prost-Tournier           | Radical             | Fabricant de mesures linéaires à Morez, maire de Longchaumois                                               |
| 1910                                     | 1913    | Henri Lissac                     | SFIO                | Horloger, maire de Morez (1908-1931)                                                                        |
| 1910                                     | 1919    | Édouard Grenier                  | Libéral             | Maire de Prémanon                                                                                           |
| 1919                                     | 1922    | U. Cottet                        | SFIO                | |
| 1919                                     | 1922    | M. Cretin-Maitenaz               | SFIO                | Négociant à Bois-d'Amont                                                                                    |
| 1922                                     |         | Richard Perrin                   | SFIO                | Lapidaire à Longchaumois                                                                                    |
| 1922                                     |         | Gaston Cottet                    | SFIO                | Enseignant à Morez                                                                                          |
| 1940                                     |         |                                  |                     | Les conseils d'arrondissement ont été suspendus par la loi du 12 octobre 1940 et n'ont jamais été réactivés |
| Les données manquantes sont à compléter. |         |                                  |                     | |

### Conseillers départementaux depuis 2015
| Période élective | Période élective | Mandat | Mandat       | Identité                  | Nuance | Nuance | Qualité                                                                                    |
| ---------------- | ---------------- | ------ | ------------ | ------------------------- | ------ | ------ | ------------------------------------------------------------------------------------------ |
| 2015             | 2021             | 2015   | 2021         | Maryvonne Cretin-Maitenaz |        | UDI    | Préparatrice en pharmacie retraitée Première adjointe au maire de Morbier                  |
| 2015             | 2021             | 2015   | 2018 (décès) | François Godin            |        | UDI    | Chef d'entreprise Maire de Bois-d'Amont                                                    |
| 2015             | 2021             | 2018   | 2021         | Régis Malinverno          |        | UDI    | Maire de Bellefontaine (2014-2020)                                                         |
| 2021             | 2028             | 2021   | en cours     | Sébastien Benoit-Guyod    |        | DVD    | Travailleur indépendant, Président du SMDT de la station des Rousses                       |
| 2021             | 2028             | 2021   | en cours     | Maryvonne Cretin-Maitenaz |        | DVD    | Conseillère sortante Deuxième vice-présidente chargée de l'enfance, la famille et la santé |

### Résultats détaillés

#### Élections de mars 2015
À l'issue du 1er tour des élections départementales de 2015, deux binômes sont en ballottage : Maryvonne Cretin-Maitenaz et François Godin (UDI, 33,65 %) et Véronique Bouvret et Laurent Petit (Union de la Droite, 30,65 %). Le taux de participation est de 47,59 % (4 891 votants sur 10 277 inscrits) contre 56,35 % au niveau départemental et 50,17 % au niveau national.
Au second tour, Maryvonne Cretin-Maitenaz et François Godin (UDI) sont élus avec 53,27 % des suffrages exprimés et un taux de participation de 45,24 % (2 259 voix pour 4 649 votants et 10 277 inscrits).

#### Élections de juin 2021
Le premier tour des élections départementales de 2021 est marqué par un très faible taux de participation (33,26 % au niveau national). Dans le canton de Hauts de Bienne, ce taux de participation est de 22,59 % (2 345 votants sur 10 380 inscrits) contre 35,65 % au niveau départemental. À l'issue de ce premier tour, deux binômes sont en ballottage : Sébastien Benoit-Guyod et Maryvonne Cretin-Maitenaz (Union à droite, 72,02 %) et Dilek Dagdeviren et Sébastien Mignottet (Union à gauche, 27,98 %).
Le second tour des élections est marqué une nouvelle fois par une abstention massive équivalente au premier tour. Les taux de participation sont de 34,36 % au niveau national, 37,47 % dans le département et 26,84 % dans le canton de Hauts de Bienne. Sébastien Benoit-Guyod et Maryvonne Cretin-Maitenaz (Union à droite) sont élus avec 70,53 % des suffrages exprimés (1 809 voix pour 2 786 votants et 10 380 inscrits),,. 

## Composition

### Composition de 2007 à 2015

Situation du canton de Morez dans le département du Jura avant 2015.

Le canton regroupait neuf communes.
| Nom               | Code Insee | Codepostal  | Superficie (km2) | Population (dernière pop. légale) | Densité (hab./km2) |
| ----------------- | ---------- | ----------- | ---------------- | --------------------------------- | ------------------ |
| Morez (chef-lieu) | 39368      | 39400       | 9,67             | 4 982 (2012)                      | 515                |
| Bellefontaine     | 39047      | 39400       | 24,71            | 536 (2012)                        | 22                 |
| Bois-d'Amont      | 39059      | 39220       | 12,06            | 1 661 (2012)                      | 138                |
| Lézat             | 39294      | 39400       | 5,75             | 180 (2012)                        | 31                 |
| Longchaumois      | 39297      | 39400       | 57,60            | 1 171 (2012)                      | 20                 |
| Morbier           | 39367      | 39400       | 41,58            | 2 290 (2012)                      | 55                 |
| La Mouille        | 39371      | 39400       | 8,06             | 335 (2012)                        | 42                 |
| Prémanon          | 39441      | 39220 39400 | 28,18            | 1 113 (2012)                      | 39                 |
| Les Rousses       | 39470      | 39220 39400 | 38,00            | 3 133 (2012)                      | 82                 |

### Composition depuis 2015
Lors du redécoupage cantonal de 2014, le canton était resté composé de neuf communes.
À la suite de la fusion de Morez, La Mouille et de Lézat pour former la commune nouvelle de Hauts de Bienne au 1er janvier 2016, le canton de Morez comprend désormais sept communes.
| Nom                                     | Code Insee | Intercommunalité                       | Superficie (km2) | Population (dernière pop. légale) | Densité (hab./km2) | Modifier                                    |
| --------------------------------------- | ---------- | -------------------------------------- | ---------------- | --------------------------------- | ------------------ | ------------------------------------------- |
| Hauts de Bienne (bureau centralisateur) | 39368      | CC Haut-Jura Arcade                    | 23,48            | 5 099 (2022)                      | 217                | modifier les données · modifier les données |
| Bellefontaine                           | 39047      | CC Haut-Jura Arcade                    | 24,71            | 494 (2022)                        | 20                 | modifier les données · modifier les données |
| Bois-d'Amont                            | 39059      | CC de la Station des Rousses-Haut-Jura | 12,06            | 1 695 (2022)                      | 141                | modifier les données · modifier les données |
| Longchaumois                            | 39297      | CC Haut-Jura Arcade                    | 57,60            | 1 133 (2022)                      | 20                 | modifier les données · modifier les données |
| Morbier                                 | 39367      | CC Haut-Jura Arcade                    | 41,58            | 2 371 (2022)                      | 57                 | modifier les données · modifier les données |
| Prémanon                                | 39441      | CC de la Station des Rousses-Haut-Jura | 28,18            | 1 244 (2022)                      | 44                 | modifier les données · modifier les données |
| Les Rousses                             | 39470      | CC de la Station des Rousses-Haut-Jura | 38,00            | 3 702 (2022)                      | 97                 | modifier les données · modifier les données |
| Canton de Hauts de Bienne               | 3911       |                                        | 225,61           | 15 738 (2022)                     | 70                 | modifier les données                        |

## Démographie

### Démographie avant 2015
| 1962   | 1968   | 1975   | 1982   | 1990   | 1999   | 2006   | 2011   | 2012   |
| ------ | ------ | ------ | ------ | ------ | ------ | ------ | ------ | ------ |
| 11 608 | 12 316 | 13 263 | 13 845 | 15 639 | 15 516 | 15 429 | 15 445 | 15 401 |

### Démographie depuis 2015
En 2022, le canton comptait 15 738 habitants, en évolution de −0,39 % par rapport à 2016 (Jura : −0,81 %, France hors Mayotte : +2,11 %).
| 2013   | 2018   | 2022   |
| ------ | ------ | ------ |
| 15 494 | 15 745 | 15 738 |